# Жилкошипик складчастий
Жилкошипик складчастий (Eurhynchium striatum) — вид мохів порядку гіпнобрієвих (Hypnales).

## Поширення
Ареал охоплює такі частини світу: Європа, Макаронезія, Азія.

## Характеристика
Цей вид моху утворює пухкі, зелені, блискучі і часто досить великі газони висотою до 5 сантиметрів. Сильні рослини часто гіллясті, як невеликі деревця, а окремі гілки часто подовжені, як джгутики. Стеблові листки завдовжки 2 міліметри, слабо виступають, звужені до гострої верхівки від широкояйцеподібної основи, поздовжньо складчасті, з плоскими або вузько загорнутими краями внизу. Листки гілок дещо менші та вужчі, приблизно 1.5–1.8 міліметра завдовжки, яйцювато-ланцетні та поступово загострені. Усі листки мають просте ребро ≈ до 3/4 довжини листка, причому кінець ребра зазвичай виступає у вигляді колючки на тильній стороні листка. Мох дводомний і плодоносить помірно часто, при цьому дозрівання спор відбувається протягом року, але переважно в зимові місяці. Спорофіт має червону гладку ніжку приблизно 2.5 сантиметра завдовжки і містить нахилену до горизонталі вигнуту циліндричну спорову коробочку. Спори дрібно гранульовані й мають розмір від 11 до 14 мкм.

## Галерея

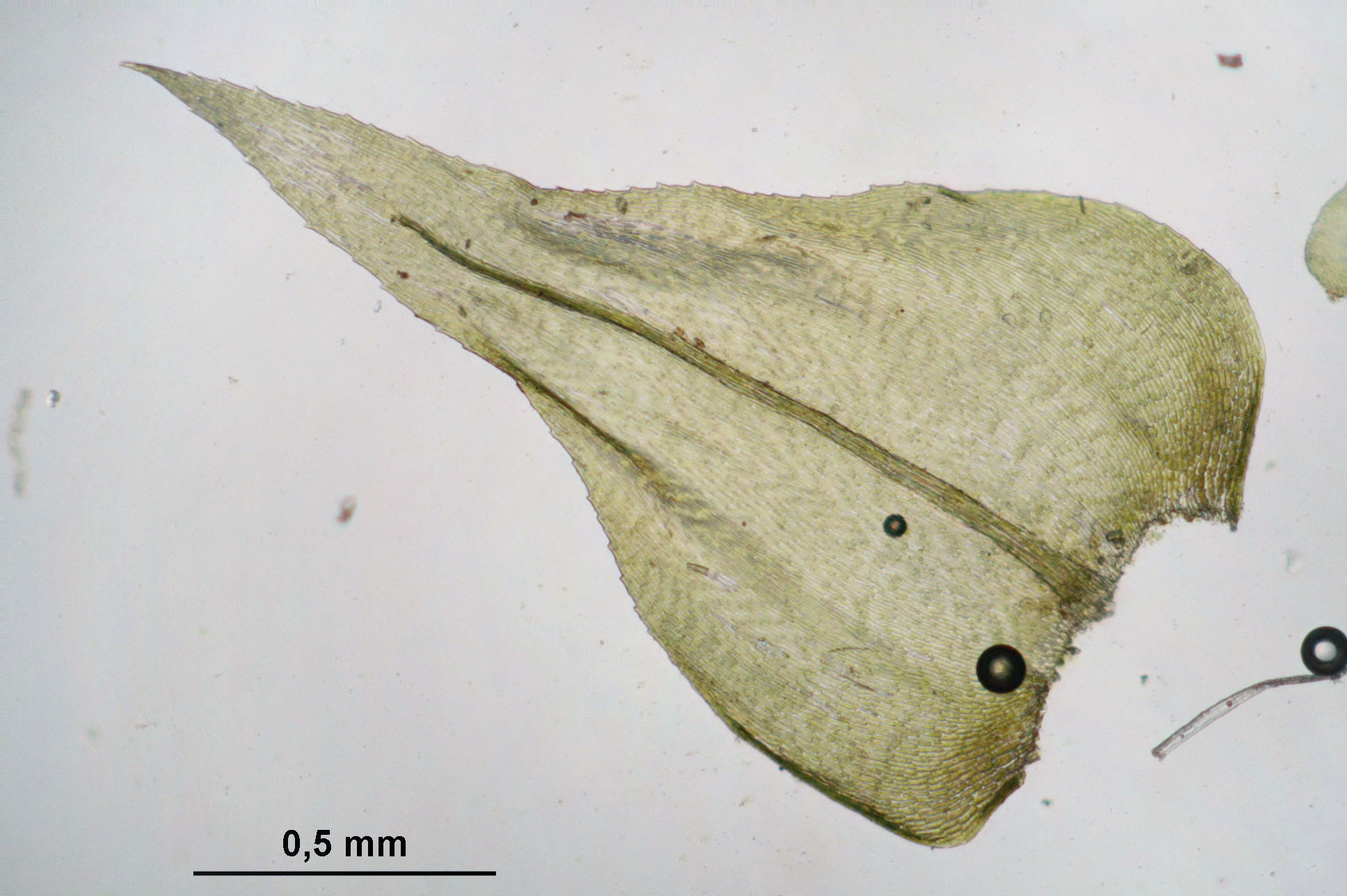
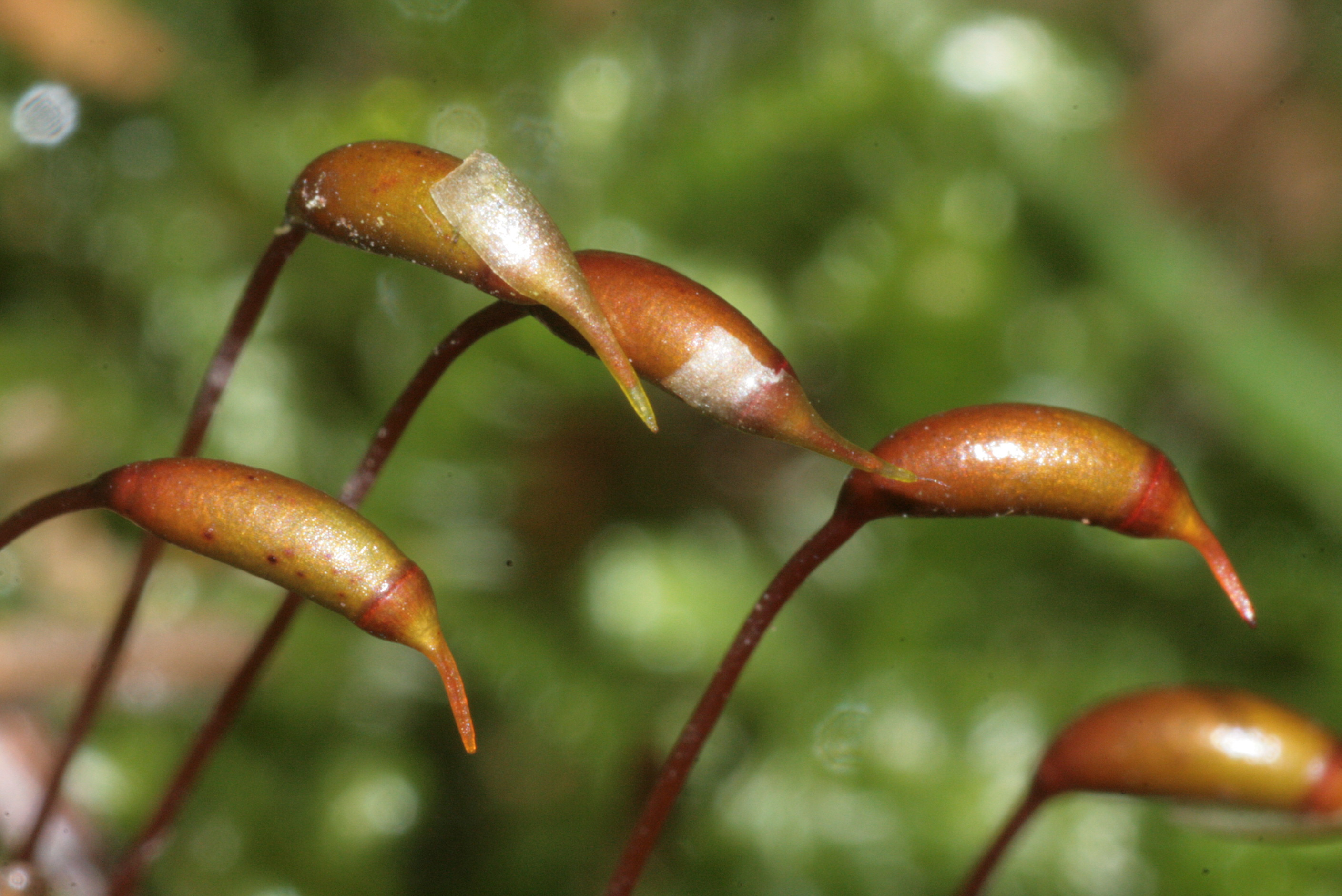